# Meldert (Oost-Vlaanderen)
Meldert is een dorp in de Belgische provincie Oost-Vlaanderen en een deelgemeente van de stad Aalst, het was een zelfstandige gemeente tot aan de gemeentelijke herindeling van 1977. Meldert ligt in de Denderstreek, ten oosten van het stadscentrum van Aalst, tegen de grens met Vlaams-Brabant. De totale oppervlakte is 883 ha en het aantal inwoners bedraagt ongeveer 2800. Meldert is de meest landelijke en meest groene van de vier "Faluintjesgemeenten". In het verleden was Meldert het centrum van de hopteelt in de streek rond Asse (Vlaams-Brabant) en Aalst, ook wel Klein Poperinge genoemd. Traditioneel worden er op de eerste zondag van september de Hopfeesten gevierd.

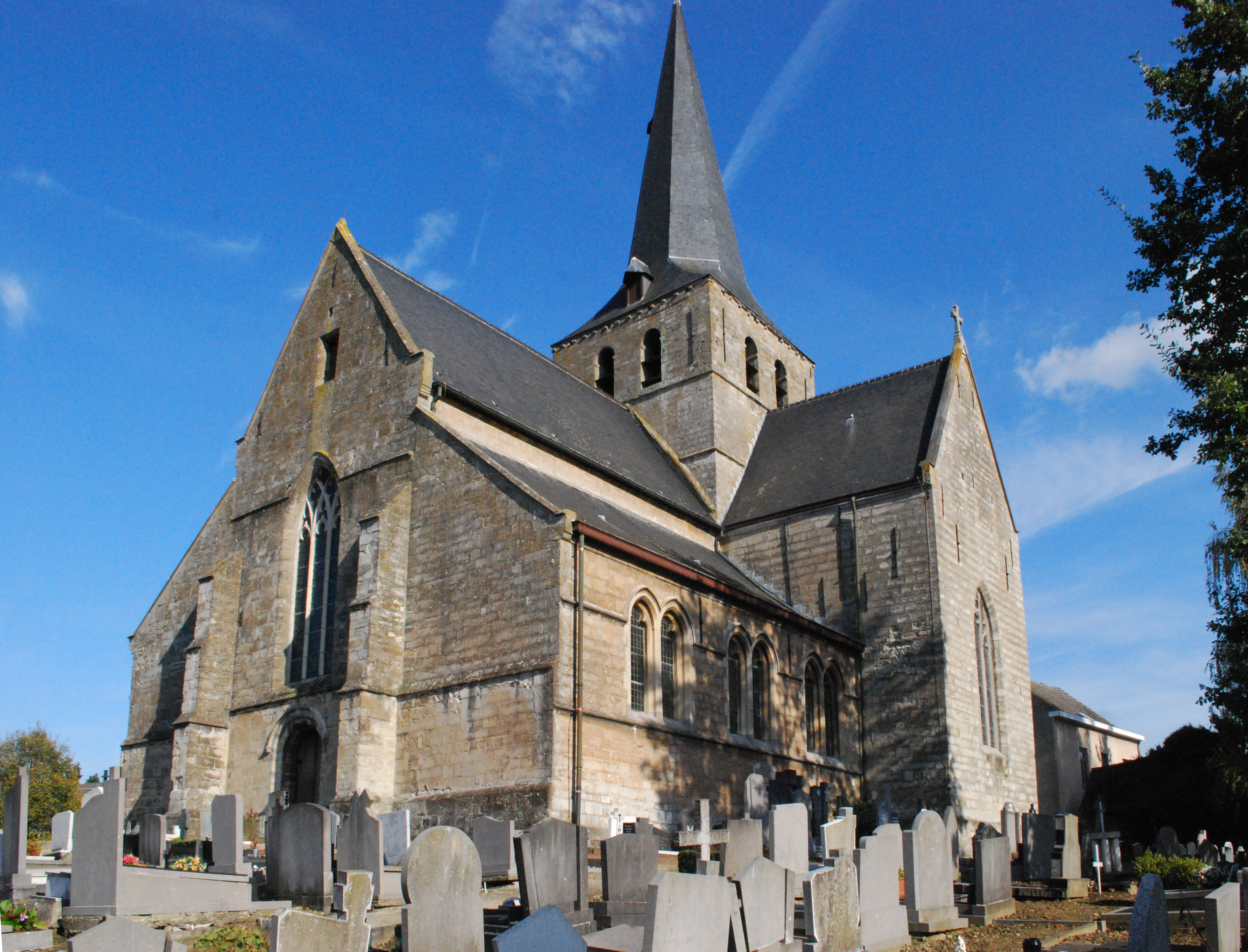
Sint-Walburgakerk

## Geschiedenis
De naam Meldert wordt voor het eerst vermeld in 1151, bij gelegenheid van een overeenkomst tussen de abdij van Affligem en Bernerus, heer van Moorsel. De schrijfwijze van de naam bleef in de loop van de eeuwen ongewijzigd. De betekenis ervan blijft onzeker. Wellicht werd de naam afgeleid van een plant, de melde of milde, die geteeld werd als groente in de trant van spinazie. Meldert zou dan betekenen: grond met meldekruid.
De gemeente behoorde tot het Land van Asse en maakte aldus deel uit van het Hertogdom Brabant. De heren van Asse oefenden er het bestuur uit. Ook de heren van Moorsel en Wieze hadden eigendommen op Kokerij en Nievel, twee belangrijke wijken van Meldert.
Het grootste deel van het dorp behoorde toe aan de nabijgelegen abdij van Affligem, terwijl ook de vrouwenabdij van Vorst er uitgestrekte domeinen bezat. Tot 1259 vormden Baardegem en Meldert één parochie. De opgang en bloei van Meldert hing zeer nauw samen met die van de Affligemse abdij. Deze bezat hier onder andere het hof te Mutsereel en het hof te Putte, twee nog bestaande gebouwen. De Affligemse bezittingen te Meldert rendeerden vooral door de uitbating van de plaatselijke zandsteengroeven, waaruit de steen via de Dender te Herdersem in grote delen van Europa werd verspreid. Net zoals de abdij Affligem werd Meldert gebrandschat en vernield in de 14de, 16de, 17de en 18de eeuw. Ongeveer één derde van de oppervlakte van het dorp bestond tot in de 18de eeuw uit bos. Het Kravaalbos is daar nog een restant van. Meldert-vijver is een overblijfsel van de grote potvijvers die de abdij Affligem in de streek had aangelegd voor viskweek en energie voor de watermolens. De Mooie Molen (16de-eeuwse kern) aan de overkant is daar nog een typisch voorbeeld van.

## Bezienswaardigheden

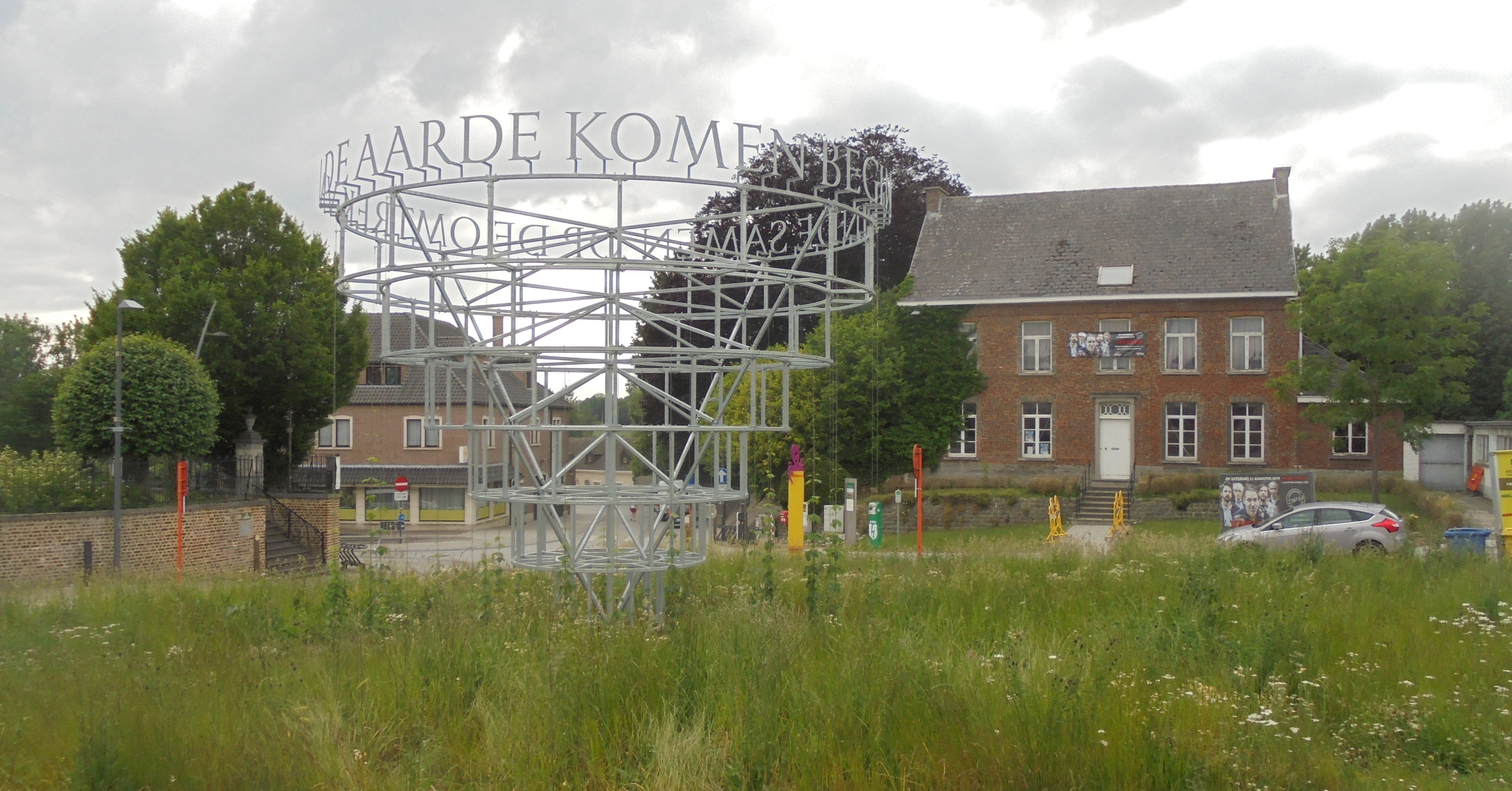
Monument met de tekst: op de omtrek van de aarde komen begin en einde samen - rechts de pastorie van de parochie.

- De dries of het driehoekig dorpsplein.
- De 14de-eeuwse Sint-Walburgakerk (met Van Peteghem-orgel) uit lokale witte zandsteen met geklasseerde kerkhofmuur en kerkhof rondom de kerk
- De pastorie
- De 16de-eeuwse Sint-Rochuskapel aan de Nedermolenstraat, omgeven door enkele merkwaardige bomen
- De Nedermolen, een voormalige watermolen aan de Nedermolenstraat
- De Hondenmolen
- Een groot aantal wegkapelletjes en boerderijen
- Het Hof te Mutsereel (17de eeuw), beschermd als monument, en met de bijgebouwen als dorpsgezicht
- Het Hof te Putte (17de eeuw), een voormalige pachthoeve van de Abdij van Affligem
- Het Strooikenshof, een vierkantshoeve

## Natuur en landschap
Meldert ligt in Zandlemig Vlaanderen op een hoogte van 17-72,5 meter. Van belang is de groeve aan de Putstraat waarin van het 3e kwart van de 12e eeuw tot het derde kwart van de 18e eeuw de zogenaamde Meldertse zandsteen werd gewonnen. De belangrijkste waterloop is de Molenbeek, die in westelijke richting stroomt.
Aan de Nedermolenstraat is nog een hopveld te vinden, als overblijfsel van de vroeger florerende hopteelt. Het belangrijkste natuurgebied is het Kravaalbos, dat beschermd is als landschap

## Demografische ontwikkeling
- Bronnen:NIS, Opm:1831 tot en met 1970=volkstellingen; 1976 = inwoneraantal op 31 december

## Wapenschild
Twee aaneengesloten schilden: het rechtse van zilver met een leeuw van sabel (zwart), geklauwd en getongd van keel (rood) en het linkse gedeeld, 1. van goud met een leeuw van keel, omsloten door een geleliede en tegengeleliede streep, binnenzoom van hetzelfde, 2. van keel met een degen, de punt naar onder gericht en over het geheel twee sleutels schuingekruist, de baarden naar boven en naar buiten gekeerd, het geheel van zilver.

## Politiek
Meldert had een eigen gemeentebestuur en burgemeester tot de fusie van 1977.
Van 1854 tot 1876 was Karel Paemen burgemeester van Meldert.

## Toerisme
Door dit dorp loopt onder meer de fietsroute Denderende Steden.

## Sport
In Meldert speelt de voetbalclub TK Meldert.

## Nabijgelegen kernen
Hekelgem, Moorsel, Baardegem, Asse-ter-Heide, Mazenzele
Deelgemeenten: Aalst · Baardegem · Erembodegem · Gijzegem · Herdersem · Hofstade · Meldert · Moorsel · Nieuwerkerken

Gehuchten: Edixvelde (deels) · Terjoden (deels)

Belgische gemeenten · Arrondissement Aalst · Oost-Vlaanderen · Vlaanderen